# معركة نينوى
معركة نينوى هي معركة فاصلة في الحرب الساسانية البيزنطية التي دارت رحاها بين عامي 602 و628 وكانت ذروة المعارك بين الإمبراطوريتيين.
في منتصف سبتمبر 627 ، غزا هرقل قلب الأراضي الساسانية في حملة شتوية مفاجئة وخطيرة. عين كسرى الثاني راهزاد كقائد للجيش لمواجهه هرقل بينما كان قائد الروم هو الإمبراطور هرقل نفسه. قُتل القائد الفارسي بيد الإمبراطور البيزنطي في مبارزة فردية.
أدى الانتصار البيزنطي في وقت لاحق إلى حرب أهلية في بلاد فارس، ولفترة من الزمن أعاد الإمبراطورية الرومانية (الشرقية) إلى حدودها القديمة في الشرق الأوسط. أدت الحرب الأهلية الساسانية إلى إضعاف الإمبراطورية الساسانية، مما ساهم في الفتح الإسلامي لبلاد فارس.

## خلفية
عندما اغتيل الإمبراطور موريكيوس على يد الضابط فوقاس، أعلن كسرى الثاني الحرب على الإمبراطورية البيزنطية بذريعة الانتقام لموت صديقه موريكيوس الذي ساعدة في السابق في استعاده عرشه. وبينما نجح الفرس في المراحل الأولى من الحرب، فاحتلوا معظم بلاد الشام ومصر، وحتى بعض الأناضول، إلا أن عودة هرقل إلى الواجهة أدت في النهاية إلى سقوط الفرس. رجحت حملات هرقل كفة الميزان لصالح الرومان، مما أجبر الفرس على اتخاذ موقف دفاعي. حاول الفرس، متحالفين مع الآفار، الاستيلاء على القسطنطينية، لكنهم هُزموا.
أثناء حصار القسطنطينية، تحالف هرقل مع ما وصفته المصادر البيزنطية بالخزر بقيادة زيبل، والذين يُعرفون بـ"خاقانية غوكتورك" التركية الغربية بقيادة تونغ يابغو، وأغدق عليه بعطايا غزيرة ووعده بمكافأة "البورفيروجينيتا إودوكسيا إبيفانيا". ردّ الأتراك المتمركزون في القوقاز بإرسال 40 ألفًا من رجالهم لغزو القوقاز عام 626، مما أشعل فتيل الحرب الفارسية التركية بين عامي 627 و629. ركّزت العمليات المشتركة بين بيزنطة وغوكتورك على حصار تفليس.

## غزو بلاد الرافدين

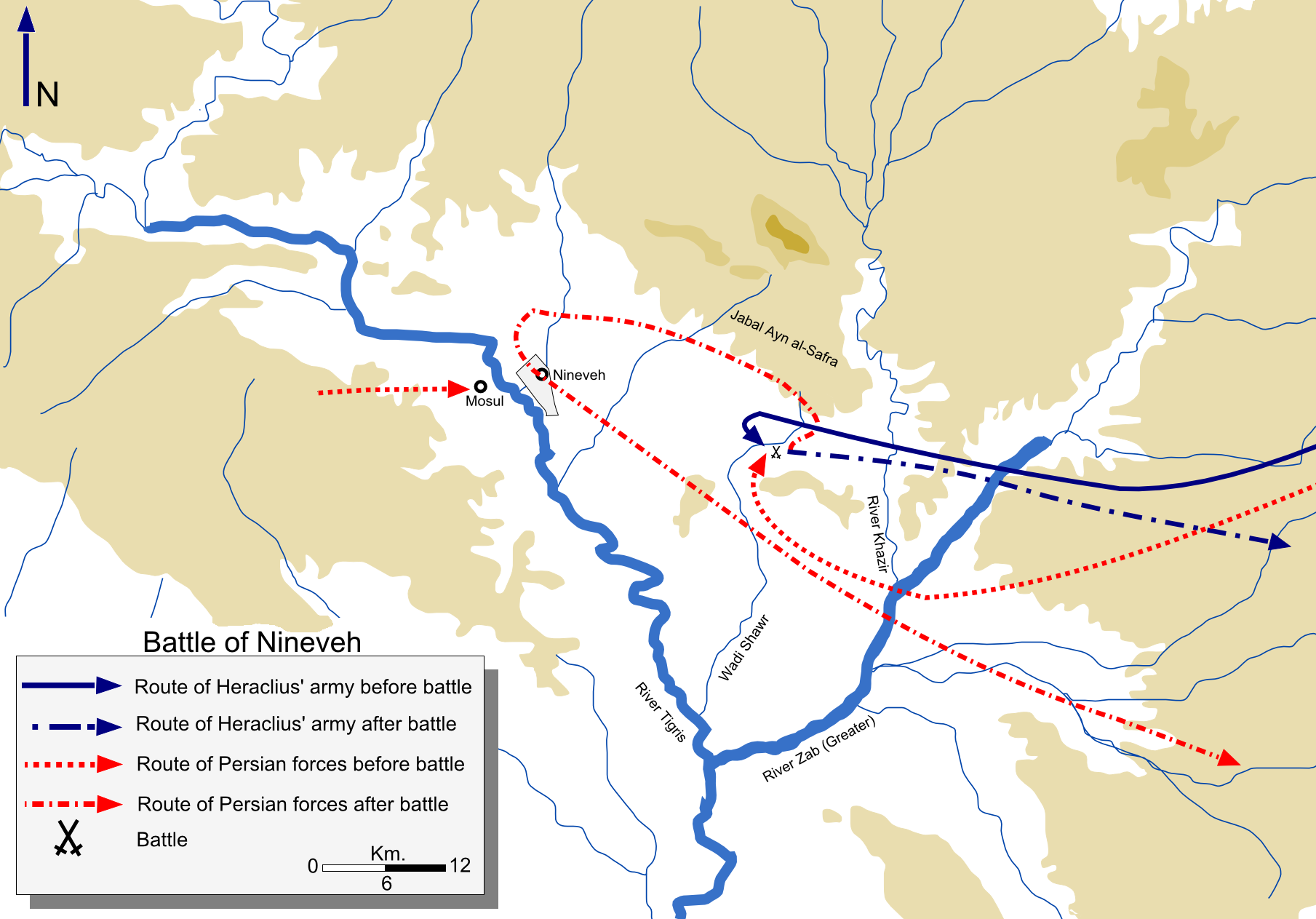
مناورات قبل وبعد معركة نينوى

في منتصف سبتمبر عام 627، تاركًا زيبل لمواصلة حصار تبليسي، غزا هرقل الإمبراطورية الفارسية، هذه المرة بقوات تتراوح بين 25 و50 ألف جندي و40 ألف غوكتورك. إلا أن سرعان ما انسحب الترك بسبب قسوة الشتاء. لحق جيش راهزاد، المكون من 12 ألف جندي، بهرقل، لكنه تمكن من الفرار ودخل بلاد الرافدين. حصل هرقل على الطعام والعلف من الريف، لذلك لم يتمكن راهزاد، الذي سلك طريق الريف الخالي من المؤن، من إيجاد مؤن لجنوده ودوابه بسهولة.
في الأول من ديسمبر، عبر هرقل نهر الزاب الكبير وعسكر قرب أطلال نينوى، عاصمة الإمبراطورية الآشورية السابقة، في آشور/آشورستان التي كانت تحت الحكم الفارسي. كانت هذه التحركات من الجنوب إلى الشمال، على عكس التوقعات بالتقدم جنوبًا. ومع ذلك، يمكن اعتبارها وسيلة لتجنب الوقوع في فخ الجيش الفارسي في حال الهزيمة. اقترب رهزاد من نينوى من موقع مختلف. وصلت أخبار اقتراب 3000 جندي فارسي إلى هرقل، مما أجبره على الرد. وأعطى انطباعًا بالانسحاب من بلاد فارس بعبوره نهر دجلة.

## ميدان المعركة
وجد هرقل سهلًا غربي نهر الزاب الكبير، على بُعدٍ من أطلال نينوى. سمح هذا للبيزنطيين بالاستفادة من قوتهم في الرماح والقتال اليدوي. علاوةً على ذلك، قلّل الضباب من تفوق رماة الفرس، وسمح للبيزنطيين بالهجوم دون خسائر فادحة. يعتقد والتر كايغي أن هذه المعركة وقعت قرب خور كرملايس.

## المعركة
في 12 ديسمبر، وزّع رهزاد قواته في ثلاث مجموعات وهاجم. تظاهر هرقل بالتراجع ليقود الفرس إلى السهول قبل أن يُعيد قواته إلى الوراء مُفاجئًا الفرس. بعد ثماني ساعات من القتال، تراجع الفرس فجأةً إلى سفوح التلال القريبة. وقُتل 6000 فارسي.
يُخبر كتاب نقفورس الموجز أن رهزاد تحدى هرقل في قتال فردي. قبل هرقل التحدي وقتل رهزاد في طعنة واحدة؛ وخاض مُتحدّيان آخران المعركة وخسرا أيضًا. تُؤيّد رواية مؤرخ بيزنطي آخر، ثيوفانس المُعترف، هذا. ومع ذلك، أُثيرت شكوك حول ما إذا كان هذا قد حدث بالفعل أم لا. على أي حال، لقي رهزاد حتفه في مرحلة ما من المعركة.
وصلت التعزيزات الفارسية، وعددها 3000، متأخرةً جدًا عن المعركة.

## بعد المعركة

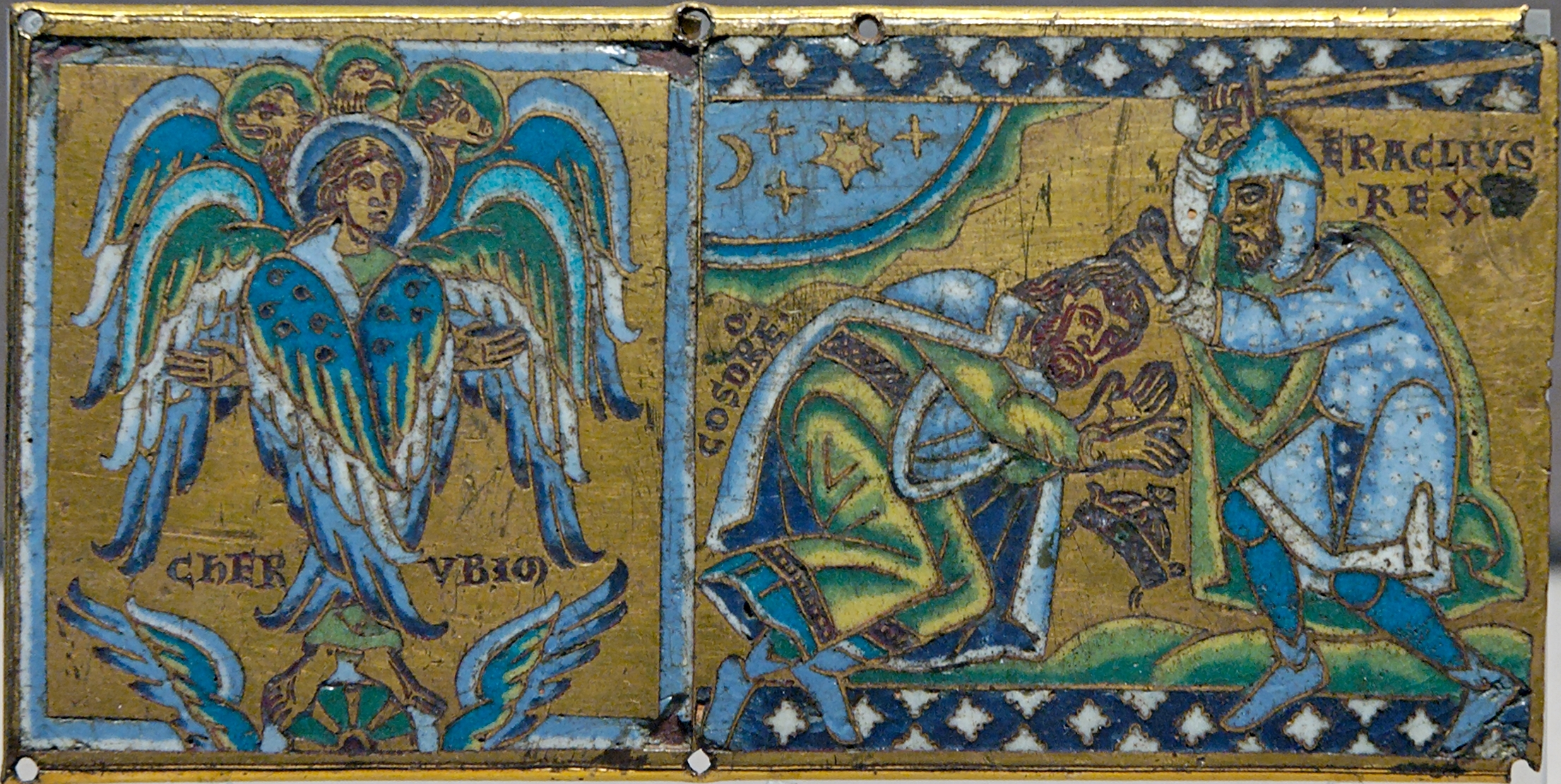
ملاك وهرقل يستقبلان كسرى الثاني باستسلامه؛ لوحة من صليب (مينا على نحاس مذهب، 1160-1170، باريس، متحف اللوفر).

لم يكن النصر في نينوى كاملاً، إذ عجز البيزنطيون عن الاستيلاء على المعسكر الفارسي. إلا أن النصر كان فعّالاً في منع المزيد من المقاومة الفارسية.
ولعدم وجود جيش فارسي لمواجهته، نهب جيش هرقل المنتصر قصر داستاغرد، قصر كسرى، وحصد ثروات طائلة، واستعاد 300 راية بيزنطية/رومانية تراكمت على مدى سنوات من الحرب. كان كسرى قد فر بالفعل إلى جبال سوسيانا لمحاولة حشد الدعم للدفاع عن طيفسون. لم يتمكن هرقل من مهاجمة المدينة نفسها لأن قناة النهروان كانت مسدودة بانهيار جسر.
ثار الجيش الفارسي وأطاح بكسرى الثاني، وخلفه ابنه قباد الثاني. لقي كسرى حتفه في زنزانة بعد أن عانى لخمسة أيام من شظف العيش، فأُردي رميًا بالسهام ببطء في اليوم الخامس. أرسل قباد على الفور عروض سلام إلى هرقل. لم يفرض هرقل شروطًا قاسية، لعلمه أن إمبراطوريته كانت على وشك الانهيار. بموجب معاهدة السلام، استعاد البيزنطيون جميع أراضيهم المفقودة، وجنودهم الأسرى، وتعويض حرب، والصليب الحقيقي، وآثار أخرى ذات أهمية روحية كبيرة، فُقدت في القدس عام 614. كانت هذه المعركة آخر صراع في الحروب الرومانية الفارسية.